# Khajuri Chanha
Khajuri Chanha (nep. खजुरी चन्हा) – gaun wikas samiti w środkowej części Nepalu w strefie Dźanakpur w dystrykcie Dhanusa. Według nepalskiego spisu powszechnego z 2011 roku liczył on 1063 gospodarstwa domowe i 5974 mieszkańców (3178 kobiet i 2796 mężczyzn).